# Еміграція

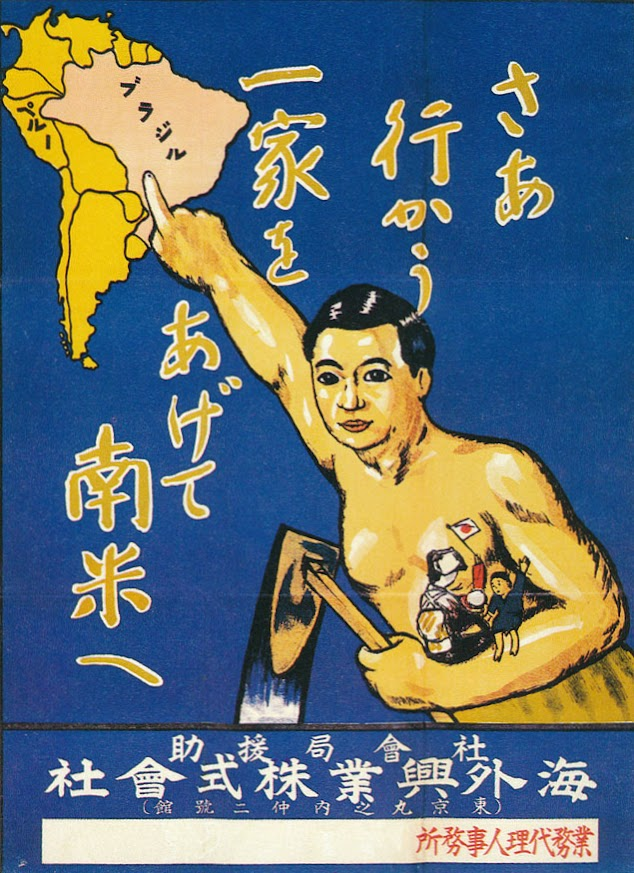
Японський урядовий плакат, що рекламує еміграцію в Бразилію

Емігра́ція (лат. emigratio — «виселення», «переселення») — вимушена чи добровільна зміна місця проживання окремих груп людей (емігрантів, переселенців), переселення зі своєї батьківщини, країни, де вони народилися і виросли, в інші країни глобального суспільства з економічних, політичних або релігійних причин.

## Суміжні та пов'язані поняття: еміграція, міграція, депортація, діаспора, рееміграція, імміграція
«Еміграція» — виїзд за межі країни проживання в іншій країні, який обов'язково передбачає перетинання державного кордону. Саме́ поняття еміграції виникає зі встановленням та розвитком держави. Раніші переселення людей, як і сучасні переселення в межах однієї держави — місцевості, району тощо, називають міграціями.
Еміграція здійснюється з метою постійного — довготривалого або тимчасового — проживання в іншій країні та часто з відповідною зміною правового статусу, чим і відрізняється від цільових та туристичних поїздок, робочих відряджень за кордон тощо. У той же час еміграція не завжди пов'язана або тягне за собою натуралізацію, тобто зміну громадянства або підданства.
Еміграція може бути, і добровільною, і вимушеною, — але здійснення усіх процедур з виїзду (еміграції) із країни відбувається особою, яка виїжджає з країни, добровільно. Примусове (нерідко насильницьке) переселення чи виселення особи/осіб, здійснене представниками державних органів країни, звідки відбувається переселення, називають депортацією.
Еміграцією називають і сукупність емігрантів за межами вітчизни. Поняття не набагато відрізняється від поняття «діаспора»: останнє втім ширше, адже охоплює не тільки осіб, що виїхали з вітчизни, — а й тих, що в силу різноманітних обставин, нікуди не переселяючись, опинилися в тій чи іншій країні унаслідок змін державних кордонів етнічної батьківщини; поняття стосується також їх нащадків (наступних поколінь), і первісних емігрантів. Крім того, діаспора — поняття, пов'язане з етнічністю, етнічним походженням осіб, а еміграція — з громадянством, тобто з правовим зв'язком з тією чи іншою державою. Саме тому можуть бути діаспори недержавних народів, наприклад, «курдські діаспори» в Туреччині, Іраку тощо, а еміграції — ні.
«Рееміграція» — це повернення емігранта у країну початкового проживання, тобто зворотна еміграція.
Антонім до слова «еміграція» — імміграція, тобто приїзд у країну для постійного проживання.

## Причини та види еміграції
У залежності від її тривалості еміграція може бути довготривалою з метою постійного проживання; тимчасовою, якщо емігранти через певний час повертаються, та сезонною — у певну пору року або на періодичні заробітки.
Залежно від причин, що зумовлюють переселення, вирізняють еміграцію економічну (соціально-економічні причини) і політичну (опозиційне ставлення до політичного режиму). Соціально-економічними причинами є передовсім загальна бідність і голод, що, в свою чергу, можуть бути викликані військовими діями у країні проживання або участю країни у таких; природні лиха, екологічні катастрофи, в тому числі техногенного характеру тощо. Іншими соціально-економічними причинами можуть бути безробіття або неможливість знайти роботу за фахом (чи запрошення роботодавця на роботу в іншій державі). Саме тому економічну еміграцію також називають трудовою, тобто переселення людей з метою пошуку роботи або для здійснення трудової діяльності за контрактом. До соціально-економічних причин еміграції також належать труднощі або неможливість отримати (або продовжити) навчання, реалізувати свій творчий потенціал, вести або розширити бізнес у країні проживання тощо.
Осіб, політичні погляди і переконання яких не збігаються з пануючими або дозволеними у країні, прийнято називати дисидентами. Наявність дисидентів свідчить про недемократичність суспільства (держави). У разі їх еміграції вони вважаються політичними емігрантами; до політичних емігрантів належать також емігранти, що виїжджають з країни проживання через міжетнічні конфлікти і міжконфесійні суперечності.
Еміграція може бути також у силу інших причин, наприклад, у зв'язку з особистими або сімейними обставинами (шлюб, возз'єднання родини тощо). Як правило, еміграція обумовлюється декількома причинами. Так, політична еміграція часто поєднана з неможливістю або перепонами у виконанні тієї чи іншої трудової діяльності, складністю реалізувати свій потенціал тощо.
Еміграція може набувати масового характеру, в силу погіршення соціально-економічного розвитку країн або загострення політичного протистояння. У таких випадках часто уряди країн, до яких переселяються емігранти, і, набагато рідше, уряди країни, звідки переселяються емігранти, можуть регламентувати подібне переміщення на рівні внутрішнього законодавства (еміграційне законодавство) або підписанням двосторонніх (багатосторонніх) міждержавних угод. Відповідно до цього еміграція може бути регламентованою і нерегламентованою (зараз дуже рідко) на законодавчому рівні.
У випадку, коли державні органи, які приймають емігрантів, не здатні здійснити увесь комплекс заходів, передбачених еміграційним законодавством, як наприклад, у зв'язку з їх дуже великим числом або уникненням державних органів країни переселення, — еміграція є некерованою.

## Еміграція (історичний аспект)

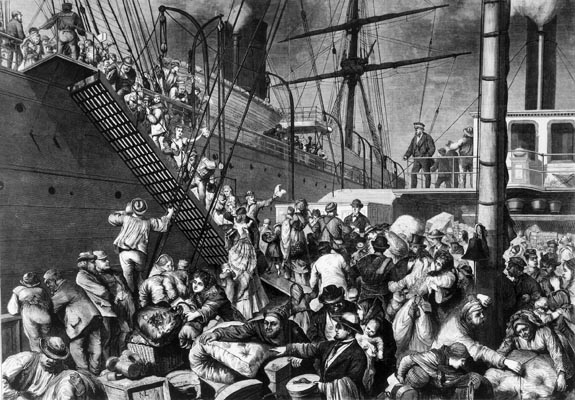
Німецькі емігранти сідають на судно, що відпливає до Америки, 1850-і роки

У XV–XVI століттях мала місце передусім економічна еміграція. Як приклад — переселення значної кількості людей з Європи у Америку, зокрема й українців.
У XX столітті відбувалися наймасовіші еміграції, пов'язані з Першою світовою війною та Другою світовою війною, численними міжнародними і локальними конфліктами, змінами держав світу (утворення Держави Ізраїль, розпад СРСР тощо), внутрішньою і зовнішньою політикою окремих держав (політичні і культурні утиски у СРСР, КНР тощо).
Постійні еміграції, як економічні, так і політичні є ознакою сучасності. Наприклад, у Африці внаслідок політичних заворушень і заколотів, міжетнічних конфліктів та економічних негараздів, викликаних посухами і неврожаями, частими є еміграції з Конґо, Бурунді, Руанди, Сомалі, Ефіопії тощо; Далай-лама Тибету, переслідуваний китайською владою, є політичним емігрантом, що живе у Індії.

## Українська еміграція

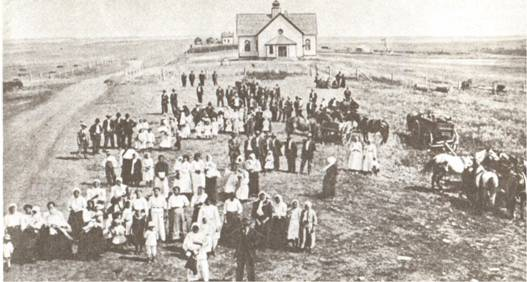
Українські переселенці у США, штат Північна Дакота, кінець 19 ст.

Основна стаття: Українська еміграція.
Українці, як недержавний етнос протягом тривалого часу, були схильні до еміграції з країн, в межах яких проживали у різні історичні періоди. Чимало визнаних діячів української культури: Михайло Грушевський, Іван Огієнко, Іван Багряний, Богдан Лепкий, В'ячеслав Липинський, Олександр Кошиць, Анатоль Курдидик, та інші — у різний час змушені були покинути Україну і тривалий час (або й до кінця життя) жити «на еміграції».
Соціально-економічні (і політичні) негаразди незалежної України (з 1991 року) обумовили постійну трудову українську еміграцію за сучасності.
Українські емігранти схильні до асиміляції в країнах проживання, найчастіше перше покоління (власне емігранти) є білінґвами.
Подекуди українці-емігранти істотно змінюють демографічну ситуацію в країні проживання — у Португалії, куди почали виїжджати лише наприкінці XX століття, українці зараз становлять третю за чисельністю національну меншину. Роблять і значний внесок в економіку та культуру «нової» батьківщини українці Канади.
Після підписання безвізового режиму з ЄС, а також спрощення працевлаштування в Польщі, різко зросла кількість заробітчан, що працюють в Польщі. Польща стала основною країною для українських заробітчан, в той же час українці склали найбільшу частину емігрантів в Польщі. Так, за даними міністерства праці України, у 2019 році одночасно в Польщі перебувало 1,5–2 млн чоловік, а за рік на працю до Польщі виїздило до 9 млн українців. Станом на 2019 рік мінімальна зарплата в Польщі складала близько 2100 злотих, що приблизно дорівнює 14 000 гривень. В той же час мінімальна зарплата в Україні складала 4000 гривень і навіть її не завжди виплачувати — платили або пів-ставки або й чверть, таке спостерігається в маленьких містечках і селах. Другою найпопулярнішою країною для заробітчан була Чехія. Здебільшого українці працюють важко фізично на низькокваліфікованих роботах, де часто і знання мови не потрібні — в сільському господарстві, на будівництві, на фабриках і заводах. Значно менше — в сфері послуг, і то, переважно жінки та молодь.
Зі слів посла України в Польщі Андрія Дещиці станом на 2021 рік в Польщі на заробітках перебуває 1,5 млн українців.
За 2021 рік найбільше за останні роки виїхало і не повернулося додому українців — 600 тис. Частково це пояснюють тим, що частина заробітчан відклала виїзд за кордон у 2020 році, коли були значні коронавірусні обмеження. Загалом із 2011 по 2020 рік з України виїхали і не повернулися 2,6 млн українців.